# ʻAkilisi Pōhiva
Samiuela ʻAkilisi Pōhiva (7. dubna 1941 Fakakakai – 12. září 2019 Auckland) byl tonžský prodemokratický aktivista a politik. Coby předseda nejsilnější strany byl od roku 2014 až do své smrti ministerským předsedou. Stal se teprve čtvrtým premiérem, který nepocházel z řad místní šlechty.